# Dicerca querci
Dicerca querci – gatunek chrząszcza z rodziny bogatkowatych i podrodziny Chrysochroinae.
Gatunek ten został opisany w 1941 roku przez Josefa N. Knulla. Miejscem typowym jest Pinyon Flat w Santa Rosa Mountains.
Chrząszcz o tęgim ciele długości od 17 do 22 mm u samców i od 22 do 25 mm u samic. Ubarwiony jest ciemnomiedzianobrązowo i w całości pokryty długim, białym owłosieniem. Czułki ma o drugim członie znacznie krótszym od trzeciego. Krawędzie boczne przedplecza są przed środkiem długości kanciaste. Pokrywy mają słabo zaznaczone rzędy i niewyraźne, małe, nagie, czarne wyniosłości, ustawione w podłużnych rzędach. Samce mają tępy ząb na goleniach odnóży środkowej pary. Samice mają ostatni z widocznych sternitów odwłoka o tylnej krawędzi całobrzegiej lub delikatnie trójpłatkowej.
Owad znany tylko z południowej Kalifornii w Stanach Zjednoczonych. Larwy przechodzą rozwój w dębie Quercus dumosa.